# 卡佩利亞尼亞 (納塔區)
卡佩利亞尼亞（西班牙語：Capellanía），是巴拿馬的城鎮，位於該國中部，由科克萊省的納塔區負責管轄，面積102.3平方公里，海拔高度31米，2010年人口4,512，人口密度每平方公里44人。